# Krystyna de Walden-Gałuszko
Krystyna de Walden-Gałuszko (ur. 1935) – prof. dr hab. n. med., psychoonkolog i psychiatra, prezes Polskiego Towarzystwa Psychoonkologicznego. Konsultant krajowy w dziedzinie medycyny paliatywnej.

## Życiorys
Z wykształcenia psychiatra, pracuje jako psychoonkolog w wojewódzkim centrum onkologicznym w Gdańsku. Współzałożycielka infolinii onkologicznej. W latach 1987–1996 była zatrudniona na stanowisku profesora nadzwyczajnego w Katedrze Prawa Karnego Materialnego i Wykonawczego oraz Psychiatrii Sądowej na Wydziale Prawa i Administracji Uniwersytetu Gdańskiego, a w latach 1992-1995 była kierownikiem tej Katedry. W 1996 r. przeszła do pracy na Akademii Medycznej w Gdańsku. Od 1 października 2013 kierownik Katedry Psychiatrii na Wydziale Nauk Medycznych Uniwersytetu Warmińsko Mazurskiego. Jest członkiem Rady Naukowej czasopisma Medycyna Paliatywna w Praktyce (Palliative Medicine in Practice).
Córka komandora porucznika Stefana de Walden – dowódcy ORP „Wicher” w kampanii wrześniowej, żona profesora Akademii Medycznej w Gdańsku Pawła Gałuszki.